# Max Bemis
Maxim Adam Bemis (alias Max Bemis) est le chanteur, parolier et principal compositeur du groupe rock américain Say Anything.
Il est né le 6 avril 1984 à New York mais il a grandi à Los Angeles et il rencontra Jacob (Coby) Linder au camp Ramah de Ojai, en Californie. Linder formera Say Anything avec Bemis en 2000. Il est marié à Sherri Dupree, la chanteuse du groupe Eisley.
En août 2018, il fait son coming out en se déclarant bisexuel.